# Haridwar (dystrykt)
Haridwar – jeden z trzynastu dystryktów indyjskiego stanu Uttarakhand. Znajduje się w dywizji Garhwal. Powierzchnia tego dystryktu wynosi 2360 km². Stolicą dystryktu jest miasto Haridwar.

## Położenie
Od południa i zachodu graniczy ze stanem Uttar Pradesh, od północnego wschodu z dystryktem Dehradun, od wschodu z dystryktem Pauri Garhwal.